# Diocesi di Monte di Numidia
La diocesi di Monte di Numidia (in latino Dioecesis Montensis in Numidia) è una sede soppressa e sede titolare della Chiesa cattolica.

## Storia
Monte di Numidia, nei pressi di Mdila nell'odierna Algeria, è un'antica sede episcopale della provincia romana di Numidia.
Unico vescovo certo attribuibile a questa diocesi è Valenziano, il cui nome figura al 25º posto nella lista dei vescovi della Numidia convocati a Cartagine dal re vandalo Unerico nel 484; Valenziano era già deceduto all'epoca della redazione di questa lista.
Alla conferenza di Cartagine del 411, che vide riuniti assieme i vescovi cattolici e donatisti dell'Africa romana, prese parte il cattolico Donaziano, episcopus Montensis; non era presente il vescovo donatista di questa sede, assente a causa di malattia. Gli autori attribuiscono questo vescovo alla sede di Monte di Mauritania; Mandouze tuttavia fa notare che la provincia di appartenenza non è indicata negli atti della conferenza, per cui Donaziano potrebbe anche essere vescovo di Monte di Numidia.
Dal 1933 Monte di Numidia è annoverata tra le sedi vescovili titolari della Chiesa cattolica; la sede è vacante dal 10 luglio 2025.

## Cronotassi

### Vescovi
- Donaziano ? † (menzionato nel 411)
- Valenziano † (prima del 484)

### Vescovi titolari
- Gregorio Modrego y Casaus † (7 gennaio 1967 - 11 dicembre 1970 dimesso)
- Leonard James Crowley † (8 febbraio 1971 - 15 marzo 2003 deceduto)
- Wojciech Polak (8 aprile 2003 - 17 maggio 2014 nominato arcivescovo di Gniezno)
- Michael Yeung Ming-cheung † (11 luglio 2014 - 13 novembre 2016 nominato vescovo coadiutore di Hong Kong)
- Geovane Luís da Silva (21 dicembre 2016 - 19 aprile 2023 nominato vescovo di Divinópolis)
- John Kiplimo Lelei (27 marzo 2024 - 10 luglio 2025 nominato vescovo di Kapsabet)